# Gianluca Bezzina
Gianluca Bezzina (Qrendi, 9 november 1989) is een Maltees arts en zanger, vooral bekend om zijn deelname aan het Eurovisiesongfestival 2013.

## Biografie
Gianluca Bezzina werd op 9 november 1989 geboren in Qrendi, als derde van zeven kinderen. In 2012 behaalde hij zijn diploma als dokter.
In zijn vrije tijd is Bezzina ook zanger. Op z'n zevende begon hij met het spelen van piano en accordeon, en ging hij naar het Maltese Children's Choir. In zijn tienerjaren stichtte hij Funk Initiative. De band had reeds enkele plaatselijke hits. Hij raakte echter pas echt bekend bij het grote publiek door zijn deelname aan Malta Eurovision Song Contest 2013, de Maltese nationale preselectie voor het Eurovisiesongfestival. Met het nummer Tomorrow kwalificeerde hij zich voor de finale, die hij uiteindelijk ook won. Hierdoor mocht hij zijn vaderland vertegenwoordigen op het Eurovisiesongfestival 2013, dat gehouden werd in het Zweedse Malmö. Zijn zus Dorothy kwalificeerde zich overigens ook voor de Maltese finale, maar eindigde pas op de vijftiende plaats. Op het Eurovisiesongfestival stootte Bezzina door tot de finale, waar hij als 8ste eindigde.
In 2015 nam hij weer deel aan de Maltese voorselectie. Deze keer met zijn broer en vier zussen als L-Aħwa. Zijn andere broer zou oorspronkelijk ook in de groep zitten maar volgens de regels van het Eurovisiesongfestival mogen er maximaal zes personen per land deelnemen. Met het liedje Beautiful to me haalden ze de gedeelde twaalfde plaats in de finale.

## Discografie

### Singles
| Single met eventuele hitnotering(en) in de Nederlandse Top 40 | Datum van verschijnen | Datum van binnenkomst | Hoogste positie | Aantal weken | Opmerkingen                 |
| ------------------------------------------------------------- | --------------------- | --------------------- | --------------- | ------------ | --------------------------- |
| Tomorrow                                                      | 2013                  | -                     |                 |              | Nr. 32 in de Single Top 100 |

| Single met hitnotering(en) in de Vlaamse Ultratop 50 | Datum van verschijnen | Datum van binnenkomst | Hoogste positie | Aantal weken | Opmerkingen |
| ---------------------------------------------------- | --------------------- | --------------------- | --------------- | ------------ | ----------- |
| Tomorrow                                             | 2013                  | 25-05-2013            | tip58           | -            |             |

1971: Joe Grech · 
1972: Helen & Joseph · 
1975: Renato · 
1991: Paul Giordimaina & Georgina · 
1992: Mary Spiteri · 
1993: William Mangion · 
1994: Chris & Moira · 
1995: Mike Spiteri · 
1996: Miriam Christine · 
1997: Debbie Scerri · 
1998: Chiara · 
1999: Times Three · 
2000: Claudette Pace · 
2001: Fabrizio Faniello · 
2002: Ira Losco · 
2003: Lynn Chircop · 
2004: Julie & Ludwig · 
2005: Chiara · 
2006: Fabrizio Faniello · 
2007: Olivia Lewis · 
2008: Morena · 
2009: Chiara · 
2010: Thea Garrett · 
2011: Glen Vella · 
2012: Kurt Calleja · 
2013: Gianluca Bezzina · 
2014: Firelight · 
2015: Amber · 
2016: Ira Losco · 
2017: Claudia Faniello · 
2018: Christabelle · 
2019: Michela · 
2021: Destiny Chukunyere · 
2022: Emma Muscat · 
2023: The Busker · 
2024: Sarah Bonnici · 
2025: Miriana Conte